# Juan Texidor y Cos
Juan Texidor y Cos (en catalán Joan Teixidor i Cos) (1836-1885) fue un botánico, y farmacéutico español. Desarrolló actividades académicas como catedrático supernumerario de Farmacia de la Universidad de Santiago de Compostela. Poseyó un importante herbario medicinal También fue profesor de la Universidad de Barcelona.

## Algunas publicaciones

### Libros
- juan Texidor y Cos. 1883. Apuntes de zoología médico-farmacéutica y farmaco-zoología. Editor Imp. de Oliveres, 1.014 pp.
- ----------------------------. 1875. Farmacopea general, alopática, veterinaria y homeopática. Volumen 1. Con Antonio Casasa. 1.274 pp.
- ----------------------------. 1873. Tratado de materia farmacéutica mineral. Editor Marti y Canto, 832 pp.
- ----------------------------. 1871. Flora Farmacéutica de España y Portugal. Madrid, editor Ducazcal, 1.248 pp.
- ----------------------------. 1869. Apuntes para la flora de España o lista de plantas no citadas y raras en Galicia, partido judicial de Valladolid, provincia de Madrid y Cataluña. Editor Imprenta de la viuda Aguado e hijos, 83 pp.
- ----------------------------. 1868. Recolección de vegetales, sus partes y productos para uso medicinal. Editor Imp. de J. M. Ducazcal, 74 pp.
- ----------------------------. 1866. Formación de los principios inmediatos en las plantas, e importancia de su estudio para los farmacéuticos. Tesis, Universidad Central (Madrid). Facultad de Farmacia. Editor Imp. de Rafael Anoz, 39 pp.